# Солтанов, Оразберды Солтанович
Оразберды Солтанович Солтанов (туркм. Orazberdi Soltanow; род. 1957, пос. Келята, Бахерденский район, Ашхабадская область Туркменская ССР, СССР) — туркменский государственный деятель.

## Биография
Родился в 1957 году в поселке Келята Бахарлынского района Ашхабадской области Туркменской ССР.
Окончил Ташкентский институт инженеров железнодорожного транспорта, по специальности «инженер по эксплуатации железных дорог».
С 1974 по 1993 год работал на станции Келята Ашхабадского отделения Среднеазиатской железной дороги. Далее служил в пограничных войсках.
С 1999 года работал в Центральном аппарате Государственной пограничной службы Туркменистана. С 2002 года — начальник Бекдашского погранотряда ГПС Туркменистна.
17.05.2004 — 03.11.2006 — начальник Государственной пограничной службы Туркменистана, командующий пограничными войсками Туркменистана.
3 ноября 2006 года на совещании с участием Президента Туркменистана и руководства ГПС Туркменистана награждён Орденом «За большую любовь к Независимому Туркменистану».
Уволен по состоянию здоровья и направлен на работу в Министерство железнодорожного транспорта.

### Подробности[значимость факта?]
Объявляя о решении уволить О. Солтанова с должности начальника ГПС Туркменистана, Президент Туркменистана Сапармурат Ниязов обвинил его в высокомерии и пьянстве. По словам президента, командующий погранвойсками, передвигаясь по Ашхабаду на автомобиле, заставлял подчиненных перекрывать для него дороги.
Подвергнув взыскательному анализу деятельность председателя службы О.Солтанова, Сапармурат Туркменбаши высказал в его адрес и серьёзные критические замечания, в частности, в связи с присущим ему высокомерием и пристрастием к алкоголю. Подобные недостатки руководителя такого ранга, подчеркнул Президент, подрывают авторитет всей службы.
Справедливости ради, отметил глава государства, надо признать и достоинства О.Солтанова, который умеет работать, организовать дело. Мы ценим его заслуги перед народом, и это выразилось в присуждении ему высокой государственной награды — ордена Президента Туркменистана «За великую любовь к Независимому Туркменистану».
Вручив эту награду О.Солтанову, Сапармурат Туркменбаши поблагодарил его за службу и направил на работу в Министерство железнодорожного транспорта. К тому же, заметил Сердар, как потомственный железнодорожник пусть верой и правдой послужит на благо развития этой отрасли, занимающей важное место в структуре национальной экономики.
Газета «Нейтральный Туркменистан» № 268 от 3 ноября 2006 года

## Награды и звания
- Орден «Битараплык» (20.10.2006)
- Орден «За большую любовь к независимому Туркменистану» (03.11.2006)

### Воинские звания
- Подполковник (на момент назначения командующим)
- Генерал-майор (05.06.2004)
- Генерал-лейтенант (23.10.2004)